# Aubigné (Ille-et-Vilaine)
Aubigné település Franciaországban, Ille-et-Vilaine megyében. Lakosainak száma 465 fő (2022. január 1.). Aubigné Montreuil-sur-Ille, Andouillé-Neuville, Feins és Saint-Médard-sur-Ille községekkel határos.

## Népesség
A település népességének változása:
| Lakosok száma | 161  | 235  | 237  | 335  | 487  | 484  | 474  | 485  | 489  | 465  |
|               | 1968 | 1982 | 1990 | 2006 | 2013 | 2015 | 2017 | 2019 | 2020 | 2022 |